# Olympische Winterspiele 1948/Skeleton
Bei den V. Olympischen Winterspielen 1948 in St. Moritz fand ein Wettbewerb im Skeleton statt. Austragungsort war die Naturbahn Cresta Run.

## Medaillenspiegel
| Platz | Land               | Gold | Silber | Bronze | Gesamt |
| ----- | ------------------ | ---- | ------ | ------ | ------ |
| 1     | Italien            | 1    | –      | –      | 1      |
| 2     | Vereinigte Staaten | –    | 1      | –      | 1      |
| 3     | Großbritannien     | –    | –      | 1      | 1      |

## Ergebnis
15 Sportler waren am Start, nur 9 absolvierten alle sechs Läufe. Milo Bigler, Dialma Balsegia, Christian Fischbacher (alle Schweiz), William Gayraud-Hirigoyen (Frankreich), William Johnson (USA) und Hugo Kuranda (Österreich) schieden vorzeitig aus. Wie schon 20 Jahre zuvor gewann Jack Heaton die Silbermedaille und blieb bis 2006 (Gregor Stähli) der einzige Skeletonpilot, der mehr als einmal eine olympische Medaille in dieser Sportart gewinnen konnte.
Schon im ersten der drei Läufe am Dienstagmorgen (verkürzter Start bei Junction) fiel mit der Aufgabe des Schweizers Christian Fischbacher eine wichtige Vorentscheidung. John Crammond fuhr Bestzeit und distanzierte Heaton und Bibbia deutlich. Das Bild änderte sich im zweiten Lauf, denn Heaton und Bibbia unterboten Crammond, im dritten Lauf rückten sie noch näher heran; sie lagen ex aequo auf Rang 2 und nur 0,2 s hinter dem Briten. Die beiden auf den weiteren Plätzen klassierten US-Starter Johnson und Martin waren schon deutlich distanziert, auf den Rängen 6 und 7 lagen die beiden Schweizer Bigler und Kägi (dieser ex aequo mit Bott). MacCarthy und Coats belegten ex aequo Rang 9, gefolgt vom vierten Schweizer Starter Balsegia auf Rang 11.
Das Resultat des zweiten Wettkampftags (Start auf voller Länge, daher deutlich längere Laufzeiten) war von der Reihung her identisch mit jenem der Endreihung. Bigler war hier noch dabei, doch er wurde bereits im vierten Lauf aus der Bahn getragen und im sechsten Lauf musste er die Fahrt am gefährlichen Shuttlecoach Corner einstellen. Baseglia hatte wegen eines Rippenbruchs nicht mehr mitmachen können, Kägi verbesserte sich noch von Rang 7 auf Rang 5. Mit der Goldmedaille von Nino Bibbia holte Italien die erste Medaille überhaupt bei Olympischen Winterspielen. Die Siegerehrung fand es in der ersten Drittelpause des Eishockeyspiels Schweiz gegen die ČSR statt.
| Rang | Athlet                    | Nation             | Lauf      | Lauf      | Lauf      | Lauf   | Lauf   | Lauf   | Gesamt     |
| Rang | Athlet                    | Nation             | 1         | 2         | 3         | 4      | 5      | 6      | Gesamt     |
| ---- | ------------------------- | ------------------ | --------- | --------- | --------- | ------ | ------ | ------ | ---------- |
| 1    | Nino Bibbia               | Italien            | 48,0 s    | 47,6 s    | 47,6 s    | 59,5 s | 60,2 s | 60,3 s | 5:23,2 min |
| 2    | Jack Heaton               | Vereinigte Staaten | 48,1 s    | 47,4 s    | 47,7 s    | 60,0 s | 60,2 s | 61,2 s | 5:24,6 min |
| 3    | John Crammond             | Großbritannien     | 47,4 s    | 47,7 s    | 47,9 s    | 60,9 s | 60,9 s | 60,3 s | 5:25,1 min |
| 4    | William Martin            | Vereinigte Staaten | 47,8 s    | 49,2 s    | 48,2 s    | 60,7 s | 61,6 s | 60,5 s | 5:28,0 min |
| 5    | Gottfried Kägi            | Schweiz            | 48,9 s    | 48,8 s    | 48,7 s    | 60,8 s | 61,6 s | 61,1 s | 5:29,9 min |
| 6    | Richard Bott              | Großbritannien     | 48,3 s    | 48,9 s    | 49,2 s    | 61,5 s | 61,4 s | 61,4 s | 5:30,7 min |
| 7    | James Coats               | Großbritannien     | 48,8 s    | 48,7 s    | 49,0 s    | 62,3 s | 61,7 s | 61,4 s | 5:31,9 min |
| 8    | Fairchilds MacCarthy      | Vereinigte Staaten | 48,8 s    | 48,3 s    | 49,4 s    | 63,6 s | 62,7 s | 62,7 s | 5:35,5 min |
| 9    | Thomas Clarke             | Großbritannien     | 49,7 s    | 49,9 s    | 49,3 s    | 63,5 s | 63,8 s | 62,8 s | 5:39,0 min |
| 10   | Charles Johnson           | Vereinigte Staaten | 47,7 s    | 48,4 s    | 48,0      | DNS    | DNS    | DNS    |            |
| 11   | Milo Bigler               | Schweiz            | 48,4 s    | 48,4 s    | 48,7 s    | DNS    | DNS    | DNS    |            |
| 12   | Dialma Balsegia           | Schweiz            | 49,2 s    | 49,0 s    | 48,6 s    | DNS    | DNS    | DNS    |            |
| 13   | William Gayraud-Hirigoyen | Frankreich         | 52,7 s    | 49,9 s    | 51,0 s    | DNS    | DNS    | DNS    |            |
| 14   | Christian Fischbacher     | Schweiz            | unbekannt | unbekannt | unbekannt | DNS    | DNS    | DNS    |            |
| 15   | Hugo Kuranda              | Österreich         | unbekannt | unbekannt | unbekannt | DNS    | DNS    | DNS    |            |